# Швидкість горіння
Швидкість горіння (англ. burn rate, рос. скорость горения) — у спектрометрії — середня швидкість поширення фронту полум'я (в мм с−1) до негорючої частини суміші газів (звичайно вертикально вниз).